# Skyglobe
Skyglobe é um programa de astronomia para MS-DOS e Microsoft Windows desenvolvido pela primeira vez no final dos anos 1980 e início dos anos 1990, e originalmente vendido como Shareware mas agora disponível como freeware de código fechado. Ele traça as posições das estrelas, objetos Messier, planetas, sol e lua.
Skyglobe foi projetado por Mark A. Haney e sua empresa KlassM Software Inc. em Ann Arbor, Michigan, e lançado pela primeira vez em 1989, depois que Mark se formou em ciência da computação pela Michigan State University. O uso do Skyglobe ainda é sugerido aos alunos da Villanova University.
Os usuários registrados da versão MS-DOS receberam software adicional, como um protetor de tela Skyglobe e Crystal Sphere, um aplicativo que simula as 3.800 estrelas mais próximas do sistema solar. Crystal Sphere pode ter sido o progenitor do CircumSpace, o simulador de vizinhança estelar subsequente da KlassM Software, exibindo as cercas de 7,780 estrelas mais próximas.
Ao menos duas versões do Skyglobe foram lançadas posteriormente para Microsoft Windows, sendo listadas como versões 1.0, 2.0, 2.02 e 4.0, bem como outras possíveis iterações entre elas. Skyglobe para Windows (também conhecido como SG4WIN) está disponível gratuitamente online.

## Precisão
O Skyglobe é responsável pela precessão da Terra em seus cálculos e, portanto, deve ser preciso para dezenas de milhares de anos no passado e no futuro, mas seu manual adverte que as posições dos planetas podem não ser precisas em toda essa faixa (pois diz que "suas coordenadas estão aproximadamente corretos para trás e para frente, conforme temos dados").
O Skyglobe usa o calendário juliano até 4 de outubro de 1582 e o calendário gregoriano a partir de então. Não tem ano zero.

## Interface de usuário
Na versão DOS do Skyglobe, os comandos são, especialmente baseados em teclas e, por padrão, as teclas disponíveis são listadas na tela para referência. As teclas existem para ajustar a localização do visualizador, a direção de visualização e o tempo (todos são mostrados na tela por padrão) e para controlar quantos objetos são renderizados. Há também um controle de zoom e uma função para procurar objetos específicos. Se o objeto que está sendo procurado não estiver acima do horizonte, mas estiver nas próximas 24 horas, o Skyglobe ajustará a hora adequadamente.
Um mouse pode ser usado para mudar a direção de visualização ou apontar para objetos; o objeto sob o mouse será nomeado no canto inferior esquerdo da tela, juntamente com suas coordenadas horizontais e equatoriais. Clicar com o mouse recentralizará a exibição nesse ponto, e clicar com o botão direito "bloqueará" essa posição ou objeto no centro da exibição para que você possa segui-lo mais facilmente ao longo do tempo. (Também é possível bloquear objetos usando comandos de teclado.)
Skyglobe pode ser feito para animar as mudanças de qualquer um de seus parâmetros com sua função "turbo", mais comumente usada para acelerar o tempo. A função turbo pode animar as mudanças de séculos ou milênios para demonstrar a precessão.